# Фин Балър
Фъргъл Девит (роден на 25 юли 1981) е ирландски професионален кечист.
Той е подписал с WWE, където участва е развиващата им се територия NXT под сценичното име Фин Бáлър. Той е еднократен Шампион на NXT, като е бил носител на титлата за най-дълго време в историята на титлата с 292 дни. Той е познат най-добре с работата си в New Japan Pro Wrestling (NJPW) като Принц Девит, където е той е бивш трикратен шампион в полутежка категория на IWGP и шестократен Отборен шампион в полутежка категория на IWGP, бил носител на титлата два пъти с Минору и четири пъти с Рьоске Тагучи. Той също е двукратен победител на турнира Най-добрия от Супер полутежките, през 2010 и 2013, и един от основателите на формацията Клуб Куршум.
През роботните отношения на NJPW с мексиканската компания Consejo Mundial de Lucha Libre (CMLL), Девит също направи появи там, където е еднократен Световно исторически шампион в средна категория на NWA. Той се е бил за няколко компании, включително NWA UK Hammerlock (NWA UK), NWA Pro, New England Championship Wrestling (NECW) и Pro Wrestling Guerrilla (PWG), както и създател на NWA Ireland с Пол Трейси. Той също е и еднократен шампион с Нулева гравитация на ICW, еднократен Британски шампион в полутежка категория и двукратен Британски шампион на NWA British Commonwealth.

## В кеча
- Финални ходове
  - Като Фин Бáлър
    - 1916[8] (Lifting single underhook DDT)[9][10]
    - Coup de Grâce[6] (Diving double foot stomp)[11][12]

  - Като Принц Девит
    - Bloody Sunday (Lifting single underhook DDT, понякога от горното въже)[1][13][14]
    - Devitt's End (High-angle Fujiwara armbar)[4]
    - Prince's Throne (Fireman's carry double knee gutbuster)[1][15]
    - Reverse Bloody Sunday (Lifting inverted DDT)[16]
    - Shingata Prince's Throne (Overhead gutwrench backbreaker rack dropped след double knee gutbuster)[17]
- Ключови ходове
  - Като Фин Бáлър
    - Diving double foot stomp на задната част на главата на наведен опонент[18]
    - Падащ лист[12][18]
    - Enzuigiri на опонент на горното въже[19][20]
    - Lifting inverted DDT[18][21]
    - Pelé Kick (Overhead kick)[12][18][21][22]
    - Running front dropkick, поваляйки опонента към обтегачите[12][18][21]
    - Sling Blade[12][21][22]
    - Suicide somersault senton[23][24]

  - Като Принц Девит
    - Brainbuster[15]
    - Diving double foot stomp,[1] понякога на опонент, в позиция tree of woe[25]
    - Dreamcast (Jumping corkscrew roundhouse kick)[26]
    - Overhead kick[15]
    - Suicide somersault senton[1][27]
- Прякори
  - „Младото ирландско оръжие“[2]
  - „Ирландския капер“[28]
  - „Истинския Рокенрола“[29]
  - „Истинския Стрелец“[30]
  - „Демона“
- Входни песни
  - New Japan Pro Wrestling
    - "Jump (DJ Power Mix)" на Eskimo[31] (2006)
    - "When the Sun Goes Down" на Arctic Monkeys[31] (2007)
    - "You're the Best" на Joe Esposito[31][32] (2008–2013)
    - "Real Rock n Rolla" на Yonosuke Kitamura[1][33] (2013–2014)
    - "Last Chance Saloon" на Deviant and Naive Ted[34] (2013–2014; използвана като част от Клуб Куршум)
    - "Real Rock 'n Rolla (Breaking Point) (Tokyo Dome ver.)" на Yonosuke Kitamura[33][35] (2014)

  - WWE NXT
    - Catch Your Breath на CFO$[36] (от 6 ноември 2014 г.; Използвана като „Демона“ за преките специални шоута)
    - Catch Your Breath (Remix) на CFO$[37] (от 16 декември 2015 г.; използвана за презаписани епизоди и под образа на "Клуб Бáлър")

## Шампионски титли и отличия
- American Wrestling Roadshow
  - Шампион на Wrestling.Ie (1 път)[38]
- Consejo Mundial de Lucha Libre
  - Световно исторически шампион в средна категория на NWA (1 път)[39]
- Insane Championship Wrestling
  - Шампион с Нулева гравитация на ICW (1 път)[40]
- Kaientai Dojo
  - Най-добър отборен мач (2010) с Рьосуке Тагучи срещу Макото Оиши и Шиори Асахи на 17 април[41]
- New Japan Pro Wrestling
  - Шампион в Полутежка Категория на IWGP (3 пъти)[42]
  - Отбрен шампион в Полутежка Категория на IWGP (6 пъти) – с Минору (2) и Рьосуке Тагучи (4)[43]
  - Най-добрия от Супер полутежките (2010, 2013)[13][16]
  - Отборен турнир с шестима за Джей Супер купата в свободна категория (2010, 2011) – с Рьосуке Тагучи и Хирууки Гото[44][45][46]
- NWA UK Hammerlock
  - Британски шампион в тежка категория на NWA British Commonwealth (2 пъти)[4][7]
- Pro Wrestling Illustrated
  - PWI го класира като 28 от топ 500 индивидуални кечисти в PWI 500 през 2015[47]
- Revolution Pro Wrestling
  - Британски шампион Полутежка Категория (1 път)[48][49]
- Rolling Stone
  - Звезда на годината на NXT (2015)[50]
- Tokyo Sports
  - Награда за най-добра битка (2010) с Рьосуке Тагучи срещу Кени Омега и Кота Ибуши (NJPW, 11 октомври)[51]
- WWE NXT
  - Шампион на NXT (2 пъти)
  - Дъсти Роудс Отборна класика (2015) – с Самоа Джо[52]
  - Турнир за претендент за Титлата на NXT (2015)[24]
  - Крайно-годишните награди на NXT (2 пъти)
    - Общ участник на годината (2015)[53]
    - Мъжки участник на годината (2015)[53]
- WWE
  - Универсален шампион (1 път)
  - Интерконтинентален шампион (2 пъти)
  - Шампион на Съединените щати (1 път)
  - Отборен шампион на Първична сила (2 пъти) – с Деймиън Прийст
  - Отборен шампион на Разбиване (2 пъти) – с Деймиън Прийст
  - Световен отборен шампион на WWE (1 път) – с Джей Ди МакДона